# (5941) Valencia
(5941) Valencia ist ein Asteroid des Hauptgürtels, der am 20. Oktober 1982 von der sowjetischen Astronomin Ljudmyla Karatschkina am Krim-Observatorium in Nautschnyj (IAU-Code 095) etwa 30 km von Simferopol entfernt entdeckt wurde.
Der Asteroid ist Mitglied der Koronis-Familie, einer Gruppe von Asteroiden, die nach (158) Koronis benannt ist.
Der Himmelskörper wurde nach Valencia, einer Großstadt im östlichen Teil Spaniens benannt, die Hauptstadt der autonomen Valencianischen Gemeinschaft und die drittgrößte Stadt des Landes ist.